# Stazione di Reggio di Calabria San Gregorio
Stazione di Reggio di Calabria San Gregorio vasútállomás Olaszországban, Calabria régióban, Reggio Calabria településen.

## Vasútvonalak
Az állomást az alábbi vasútvonalak érintik:
- Jonica-vasútvonal

## Kapcsolódó állomások
A vasútállomáshoz az alábbi állomások vannak a legközelebb:
- Stazione di Reggio di Calabria Pellaro
- Stazione di Reggio di Calabria Aeroporto